# Karl Emil von Schafhäutl

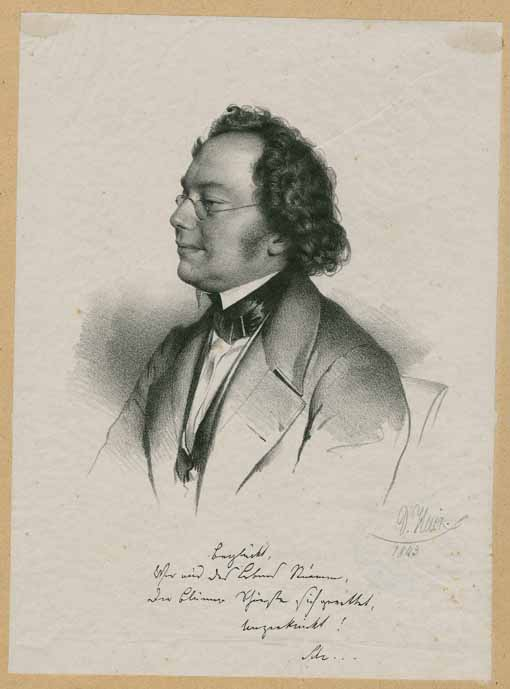
Karl Emil von Schafhäutl

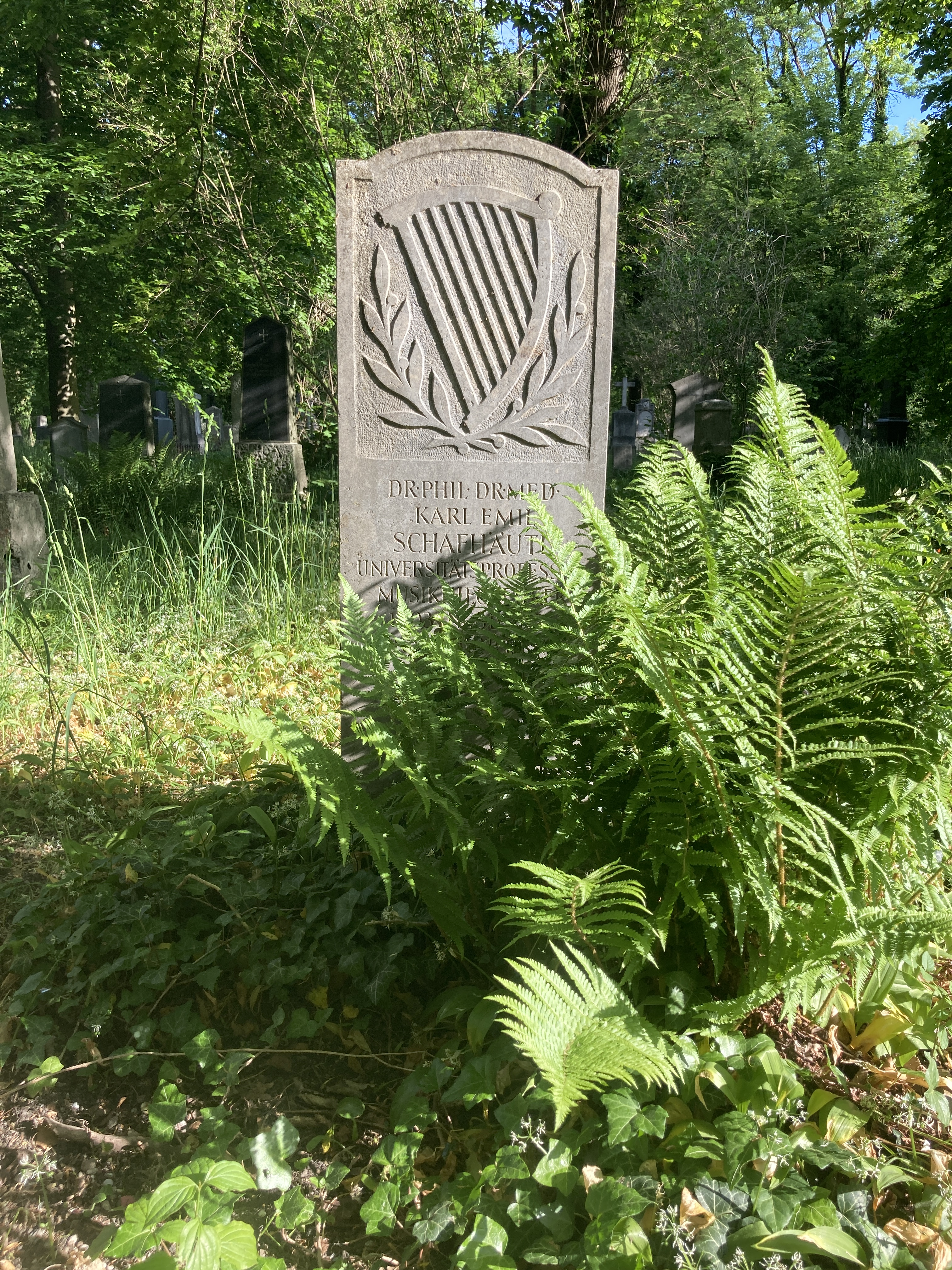
Grab von Karl Emil Schafhäutl auf dem Alten Südlichen Friedhof in München

Karl Emil von Schafhäutl (* 16. Februar 1803 in Ingolstadt; † 25. Februar 1890 in München) war ein deutscher Physiker, Geologe und Musiktheoretiker.

## Leben
Schafhäutl studierte Mathematik und Naturwissenschaften und wurde 1827 Skriptor an der Universitätsbibliothek München. Seine ersten Abhandlungen erschienen unter dem Pseudonym Emil Pellisov (pellis ovis = lateinisch Schafhaut). 1834 wandte er sich nach England, wo er später in Swansea ein Laboratorium errichtete, um den Puddelprozess zu untersuchen. 1836 erfand Schafhäutl unter anderem eine Vorrichtung zum Puddeln von Schmiedeeisen und entdeckte das Vorhandensein von Stickstoff im Eisen (1838). Seine Abhandlung Über die Ursachen der Dampfkesselexplosionen (1841) führte zur Verleihung der großen silbernen Telford-Medaille.
Im April 1841 kehrte Schafhäutl nach München zurück, wo er 1842 Mitglied der Bayerischen Akademie der Wissenschaft wurde und das Geognostische Kabinett gründete, dessen Konservator er wurde. 1843 wurde er außerordentlicher und 1844 ordentlicher Professor der Geologie, Bergbau- und Hüttenkunde. 1849 ernannte man ihn zum Oberbibliothekar.
Schafhäutl forschte auch zur Geologie der Alpen und schrieb zahlreiche Abhandlungen. Er gilt als Erstbeschreiber des Minerals Paragonit. Daneben beschäftigte er sich mit technisch-akustischen und musikalischen Untersuchungen und erfand unter anderem das Vibrationsphotometer (1840), ein Phonometer (1853) und ein Taschenphonometer (1860).

## Grabstätte
Die Grabstätte von Karl Emil Schafhäutl befindet sich auf dem Alten Südlichen Friedhof in München (Gräberfeld 21 – Reihe 13 – Platz 14) Standort.

## Schriften
vgl. Wikisource 

### Literarisches
- Der Alte von den Bergen. Eine Erzählung für Kinder. 2. verbesserte Auflage. Attenkover, Ingolstadt, ca. 1822
- Vater Noah’s Haarbeutel. Eine Posse in einem Akte von K. Emil Pellisov. Attenkover, Ingolstadt, 1825
- Der Sieg des Kreuzes, oder Wie die heidnischen Bayern Christen wurden. Eine Erzählung von K. E. Pellisow. Rösl, München, 1831
- Gotthold, oder die Wege der Vorsehung. Eine moralische Erzählung für Kinder und Kinderfreunde vom Verfasser des Alten von den Bergen. 3., verbesserte Auflage. Manz, Regensburg, 1863

### Musikwissenschaftliche Schriften
- Berichtigung eines Fundamentalsatzes der Akustik und Beiträge zur Theorie einiger musikalischen Instrumente. Von C. E. Pellisor in München. Aus dem Neuen Jahrbuch der Chemie und Physik Bd. VII., Halle 1833
- Ueber Schall, Ton, Knall und einige andere Gegenstände der Akustik. Der Beiträge zur Theorie einiger musikalischen Instrumente drittes Heftchen. Von C. E. Pellisov in München. Aus dem Neuen Jahrbuch der Chemie und Physik Bd. IX. Hft. 6. Anton, Halle 1834
- Die Pianofortebaukunst der Deutschen. Repräsentirt auf der allgemeinen deutschen Industrie-Ausstellung zu München im Jahr 1854. Aus dem Berichte der Beurtheilungs-Commission über die musikalischen Instrumente. Franz, München 1855
- Nekrolog des k. b. Hof-Pianofortefabrikanten Aloys Biber in München. Wolf, München 1859
- Der aechte gregorianische Choral in seiner Entwickelung bis zur Kirchenmusik unserer Zeit. Ein Versuch zur Vermittlung in der Streitfrage: Welche ist die wahre katholische Kirchenmusik. Mit einer Notenbeilage. Lindauer, München 1869
- Abt Georg Joseph Vogler. Sein Leben, Charakter und musikalisches System. Seine Werke, seine Schule, Bildnisse etc. Mit 3 Portraits, Facsimilen und Notenbeilagen. Huttler, Augsburg 1888

### Naturwissenschaftliche Schriften
- Die Geologie in ihrem Verhältnisse zu den übrigen Naturwissenschaften. Festrede für die Feier des Ludwidtages am 25. August 1843, gelesen in der öffentlichen Sitzung der k. Akademie der Wissenschaften zu München. Weiß, München 1843
- Commissions-Bericht über die Leipziger-Industrie-Ausstellung vom Jahre 1850 mit Rücksicht auf die bayerische Industrie. Wolf, München, 1850
- Geognostische Untersuchungen des südbayerischen Alpengebirges. (= Geognostische Untersuchungen der Bayerischen Lande 1.) Als Anhang: Studien des königlich bayerischen Bergmeisters Hailer über die Lagerungsverhältnisse des Gebirges und des Salzgebildes bei Berchtesgarden. Literarisch-artistische Anstalt, München, 1851
- Über Phonometrie, nebst Beschreibung eines zur Messung der Intensität des Schalles erfundenen Instrumentes. Aus den Abhandlungen der k. bayr. Akademie d. W. II. Cl. VII. Bd. II. Abth. Verlag der Akademie, München, 1854
- Abbildung und Beschreibung des Universal-Vibrations-Photometers. Aus den Abhandlungen der k. bayr. Akademie d. W. II. Cl. VII. Bd. II. Abth. Verlag der Akademie, München, 1854
- Süd-Bayerns Lethaea Geognostica. Der Kressenberg und die südlich von ihm gelegenen Hochalpen geognostisch betrachtet in ihren Petrefacten. Mit sechsundvierzig Holzschnitten nebst einem Atlas von zwei Karten und achtundneunzig [einhundert] Tafeln (eintausend siebenhundert und achtundfünfzig Originalabbildungen). Voss, Leipzig, 1863
- Ueber die Geschichte der Uhren. Zwei Vorträge in der Versammlung der Mitglieder des polytechnischen Vereins für Bayern in München am 8. und 15. März 1864
- Ueber den sogenannten Alm in einem Wiesenmoore des krystallinischen Gebirges, seine Zersetzungsproducte, und die Entstehung der Alm- und Tuffbildungen überhaupt, 1867
- Geschichte der Normal-Thurmuhr und der großen Glocke in dem Uhrthurme des neuen Westminster Parlamentshauses in London, sowie neue Untersuchungen über die Töne der Glocken und die Kunst des Glockengießens überhaupt, 1868

## Werke
- Der echte gregorianische Choral in seiner Entwicklung bis zur Kirchenmusik unserer Zeit. München 1869
- Ein Spaziergang durch die liturgische Musikgeschichte der katholischen Kirche. München 1887
- Abt Georg Joseph Vogler. Augsburg 1888